# ماکوتو فوکویی
ماکوتو فوکویی (انگلیسی: Makoto Fukui; ۲۸ فوریهٔ ۱۹۴۰ – ۱۹۹۲) شناگر اهل ژاپن بود.
وی در مسابقات کشوری و بین‌المللی در مجموع برندهٔ ۲ مدال طلا، ۲ مدال نقره، ۲ مدال برنز شده‌است.